# Fjodor Viktorovič Nazimov
Fjodor Viktorovič Nazimov (rusko Фёдор Викторович Назимов), ruski general, * 1764, † 1827.
Bil je eden izmed pomembnejših generalov, ki so se borili med Napoleonovo invazijo na Rusijo; posledično je bil njegov portret dodan v Vojaško galerijo Zimskega dvorca.

## Življenje
30. januarja 1777 je kot desetnik vstopil v Preobraženski polk in 1. februarja 1790 je bil kot stotnik premeščen v Keksgolmski pehotni polk. Med 21. novembrom 1798 in 9. januarjem 1803 je pa bil poveljnik Ukrajinskega mušketirskega polka. 1. avgusta 1799 je bil povišan v stotnika in imenovan še za poveljnika začasnega grenadirskega bataljona. Udeležil se je rusko-turške vojne (1787-91) in bojev proti Poljakom (1792-94). 16. maja 1803 je bil povišan v generalmajorja. 4. septembra 1805 je bil imenovan za poveljnika Kurasirskega mušketirskega polka, s katerim se je bojeval proti Turkom v letih 1806-10. 
27. septembra 1810 je bil imenovan za poveljnika 2. brigade 15. pehotne divizije; na tem položaju je ostal od novembra 1816. 
Med veliko patriotsko vojno je bil poveljnik celotne divizije in nato 3. zahodne armade. 
5. novembra 1816 je bil imenovan za guvernerja Kijeva; na tem položaju je ostal do leta 1821.